# Les Mystères de Paris (film, 1935)
Pour les articles homonymes, voir Les Mystères de Paris (homonymie).
Pour plus de détails, voir Fiche technique et Distribution.
Les Mystères de Paris est un film français réalisé par Félix Gandéra sorti en 1935.

## Fiche technique
- Réalisation : Félix Gandéra, assisté de  Marcel Cravenne (Marcel Cohen)
- Scénario : Félix Gandéra d'après le roman éponyme d'Eugène Sue
- Décor : André Barsacq	et Robert Gys
- Costumes : Souplet
- Photographie : Fédote Bourgasoff, Jean Isnard, Jean Bourgoin
- Son : Robert Ivonnet
- Montage : Marcel Cravenne, Yvonne Martin, Marguerite Renoir
- Musique : Georges Auric
- Société de production : Productions Félix Gandéra
- Société de distribution : Les Films Osso
- Pays :   France
- Format : Son mono  - Noir et blanc - 1,37:1
- Genre : Film dramatique
- Durée : 110 minutes
- Année de sortie : France	- 1935

## Distribution
- Lucien Baroux : Monsieur Pipelet
- Madeleine Ozeray : Fleur-de-Marie
- Marcelle Géniat : La Chouette
- Roger Karl : Le grand-duc de Gérolstein
- Constant Rémy : Le maître d'école
- Raymond Cordy : Cabrion
- Habib Benglia : Le docteur noir
- François Rodon : Tortillard - le gamin
- Georges Vitray : Murph
- Rolla Norman : Tom
- Lydie Villars : Madame Pipelet
- Lucienne Le Marchand : Sarah
- Raoul Marco : Le Chourineur
- Marthe Mussine : Rigolette
- Henri Rollan : Rodolphe
- Nadia Sibirskaïa : Madame Mont Saint-Jean
- Made Siamé
- Marie-Hélène Dasté
- Léon Arvel
- André Siméon
- Claude May
- André Marnay
- Mary Serta